# Дом Инвалидов (Оренбургская область)
Дом Инвалидов — посёлок в Соль-Илецком городском округе Оренбургской области на территории бывшего Пригородного сельсовета Соль-Илецкого района.

## География
Находится расстоянии примерно 6 километров по прямой на северо-восток от окружного центра города Соль-Илецк.

## Климат
Климат континентальный с холодной часто малоснежной зимой и жарким, сухим летом. Средняя зимняя температура −15,8 °C; Средняя летняя температура +21,2 °C. Абсолютный минимум температур −44 °C. Абсолютный максимум температур +42 °C. Среднегодовое количество осадков составляет 320 мм.

## История
Первоначально здесь было организовано пригородное хозяйство посёлка Илецкая Защита. На базе этого хозяйства в посёлке был открыт Соль-Илецкий пансионат для престарелых и инвалидов, преобразованный позже в Соль-Илецкий психоневрологический интернат. С 1966 года название относится и к посёлку.

## Население
Постоянное население составляло 541 человек в 2002 году (70 % русские), 573 в 2010 году.